# Gouverneur des Poitou
Gouverneur von Poitou von 1545 bis zum Ende des 18. Jahrhunderts waren:
| Beginn             | Ende              | Name                                                               |
| ------------------ | ----------------- | ------------------------------------------------------------------ |
| 27. Februar 1545   | 21. August 1557   | Jean de Daillon                                                    |
| 10. August 1560    | 11. Juli 1585     | Gui de Daillon                                                     |
| 1585               | 13. Dezember 1603 | Jean de Chourses, Seigneur de Malicorne                            |
| 16. Dezember 1603  | 1616              | Maximilien de Béthune, duc de Sully                                |
| 25. Juni 1616      | 27. Dezember 1621 | Henri II. de Rohan                                                 |
| 14. Januar 1622    | Februar 1633      | François V. de La Rochefoucauld                                    |
| 15. Februar 1633   | 1646              | Henri de Baudéan, Comte de Parabère                                |
| 3. November 1646   | August 1651       | François VI. de La Rochefoucauld                                   |
| 22. August 1651    | 1664              | Artus Gouffier de Roannez                                          |
| 12. September 1664 | 1676              | Charles II. de La Vieuville                                        |
| 1676               | 1717              | René-François de La Vieuville                                      |
| 29. April 1717     | 4. Mai 1727       | Louis Armand II. de Bourbon, prince de Conti                       |
| 7. Juni 1727}      | 2. August 1776    | Louis François I. de Bourbon, prince de Conti                      |
| 5. August 1776     | 18. November 1785 | Louis-Philippe Joseph de Bourbon, ab 18. Januar 1785 Duc d’Orléans |
| 5. Dezember 1785   | 1. Januar 1791    | Louis-Philippe, Duc de Chartres, dann Duc d’Orléans                |